# Fortis Green

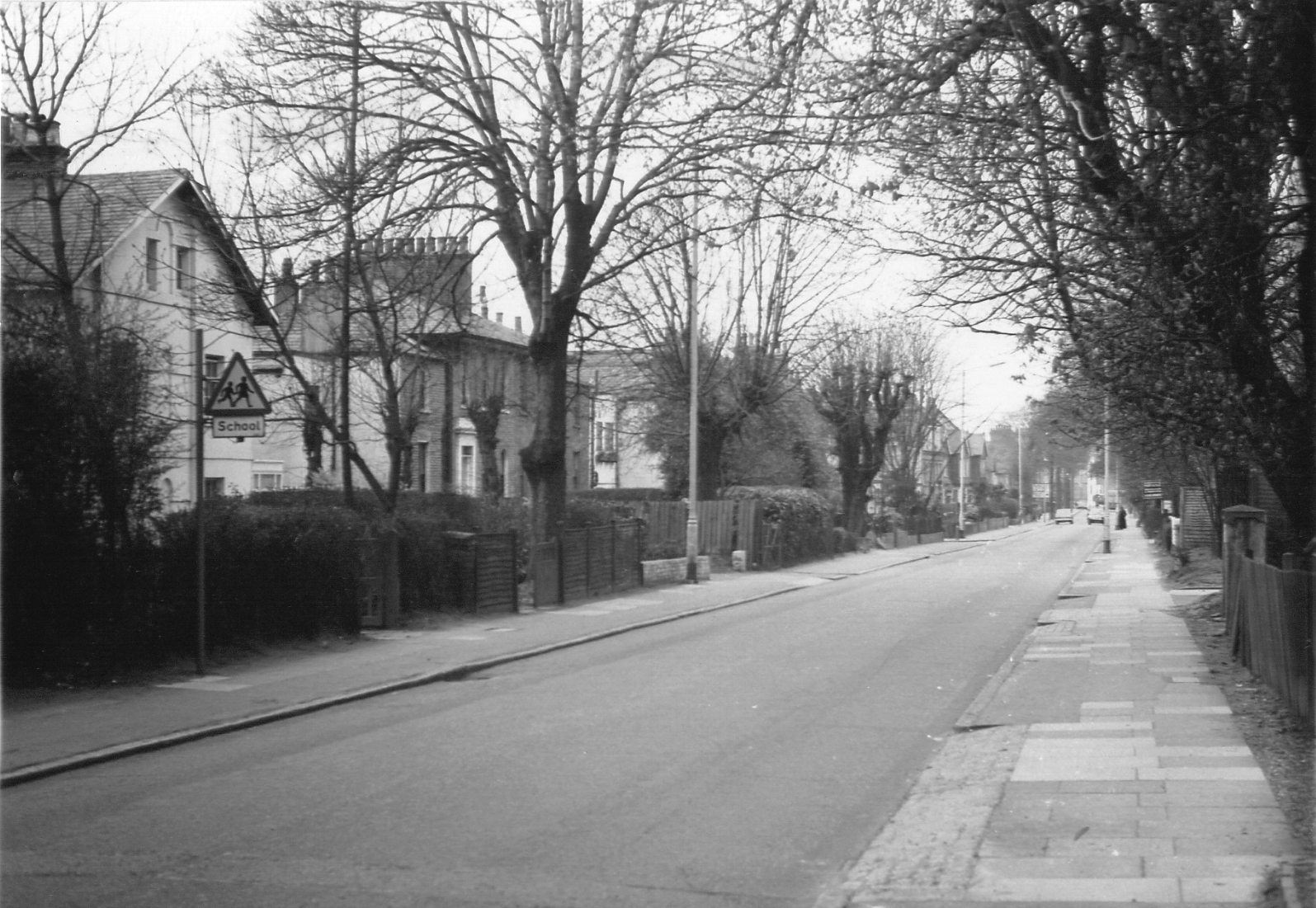
Fortis Green nel 1973

Fortis Green è un quartiere situato nell'area di North London, nel borgo londinese di Haringey, circa 10 chilometri a nord-est di Charing Cross. Lo stesso nome è attribuito anche alla strada che corre fra Muswell Hill ed East Finchley. 
Quartiere residenziale caratterizzato da una popolazione di classe media generalmente più agiata rispetto ai dintorni, è fornito di ben due ospedali. Il suo nome deriva dal fatto di essere stata fino ai primi dell'Ottocento una zona completamente rurale, prima di essere inglobata nell'espansione urbanistica londinese.